# Strmovo (gmina Bajina Bašta)
Strmovo (cyr. Стрмово) – wieś w Serbii, w okręgu zlatiborskim, w gminie Bajina Bašta. W 2011 roku liczyła 501 mieszkańców.